# Bethel (Washington)
Bethel es un Lugar designado por el censo ubicada en el condado de Kitsap en el estado estadounidense de Washington. En el año 2010 tenía una población de 3.713 habitantes.

## Geografía
Bethel se encuentra ubicado en las coordenadas 47°29′39″N 122°37′48″O / 47.49417, -122.63000.